# Luo Jin
Luo Jin (chinês tradicional: 羅晉, chinês simplificado: 罗晋, pinyin: Luó Jìn, nascido em 30 de novembro de 1981) é um ator e cantor chinês. Ele se formou na Academia de Cinema de Pequim em 2006.

## Início da vida e carreira
Luo nasceu em 30 de novembro de 1981 no condado de Tonggu, Yichun, Jiangxi. Ele fez sua estreia como ator no drama de 2003 The Showroom Tales. Em 200, Luo estrelou o filme Fujian Blue (2007), que ganhou o Prêmio Dragões e Tigres e o Festival Internacional de Cinema de Vancouver de 2007.
O ano de 2010 foi considerado o ano de destaque de Luo. Ele ganhou atenção pela primeira vez por sua interpretação do imperador Xian de Han no aclamado drama histórico Três Reinos (2010), dirigido por Gao Xixi. Depois disso, sua popularidade aumentou depois de estrelar o drama do palácio Beauty's Rival in Palace (2010), onde interpretou um imperador da dinastia Han que se sacrificou por amor. No mesmo ano, estrelou o filme mexicano-espanhol Biutiful, interpretando um casal gay com Javier Bardem. O filme foi convidado para o Festival de Cannes.
Isso foi seguido por papéis principais em dramas como o drama de guerra Far Away the Eagle (2011), dramas históricos Mui Guiying Takes Command (2012), e Beauties of the Emperor (2012), e drama de espionagem Agente X (2013); que mostrou sua versatilidade de atuação e ajudou a aumentar seu reconhecimento na China. Em 2014, ele ganhou o prêmio de Ator Mais Popular no China Student Television Festival por sua atuação no drama de guerra Ten Rides of Red Army.
Luo entrou com sucesso no mainstream com sua atuação nas séries de televisão Diamond Lover (2015) e The Princess Weiyoung (2016), ambas co-estreladas por Tiffany Tang. Luo também teve papéis coadjuvantes no filme biográfico Xuan Zang (2016) e no filme de romance de fantasia Once Upon a Time (2017); o que o levou a ganhar o prêmio de Ator Mais Esperado na Cerimônia de Premiação do Weibo Movie.
Após um hiato de dois anos, Luo voltou às telas em 2017 com o drama policial Love's Lies, seguido pelos dramas de romance The Way We Were e My Story for You.
Em 2019, Luo estrelou o drama no local de trabalho Behind The Scenes como produtor de televisão; e desempenhou o papel de Yang Jian no drama de fantasia The Gods. No mesmo ano, Luo estrelou o drama político histórico Royal Nirvana . Luo ficou em 48º lugar na lista Forbes China Celebrity 100.
Em 2020, Luo estrelou o drama da vida no local de trabalho I Will Find You a Better Home como um analista genial que se tornou gerente de uma imobiliária. Ele ficou em 50º lugar na lista Forbes China Celebrity 100.

## Vida pessoal
Em 6 de dezembro de 2016, Luo confirmou seu relacionamento com a atriz Tiffany Tang. Em outubro de 2018, Luo e Tang se casaram em Viena, na Áustria. Em setembro de 2019, eles anunciaram que estavam esperando o primeiro filho juntos. Em dezembro de 2019, ela deu à luz uma menina.

## Filmografia

### Filmes
| Ano  | Título em inglês     | Título em chinês | Papel     | Notas  |
| ---- | -------------------- | ---------------- | --------- | ------ |
| 2007 | Fujian Blue          | 金碧辉煌         | A Long    |        |
| 2010 | Biutiful             | 美错             | Li Wei    |        |
| 2010 | River on Air         | 不可复制的恋人   | Lu Yang   |        |
| 2010 | Good Morning My Love | 早安我的爱       | Wang Hai  | [ 31 ] |
| 2016 | Xuan Zang            | 大唐玄奘         | Li Chang  |        |
| 2017 | Once Upon a Time     | 三生三世十里桃花 | Zhe Yan   |        |
| 2017 | Ash                  | 追·踪            | Wang Dong | [ 32 ] |
| 2021 | Endless Summer       | 八月未央         | Zhao Yan  | [ 33 ] |

### Série de televisão
| Ano  | Título em inglês              | Título em chinês           | Papel                       | Notas             |
| ---- | ----------------------------- | -------------------------- | --------------------------- | ----------------- |
| 2003 | The Showroom Tales            | 售楼处的故事               | A Xing                      |                   |
| 2008 | The Eyes of War               | 战争目光                   | Yuan Gao                    |                   |
| 2008 | Dream Heaven                  | 梦幻天堂                   | Chen Zibu                   |                   |
| 2008 | Forever Justice               | 正义永恒                   | Yu Min                      |                   |
| 2008 | Beautiful Southern            | 美丽的南方                 | Chen Qiming                 | [ 34 ]            |
| 2010 | Beauty's Rival in Palace      | 美人心计                   | Emperor Hui / Lord Douchang |                   |
| 2010 | Three Kingdoms                | 三国                       | Emperor Xian                |                   |
| 2011 | Marriage Code                 | 婚姻密码                   | Wang Yi                     |                   |
| 2011 | A Cheng                       | 阿诚                       | A Cheng                     | [ 35 ]            |
| 2011 | Far Away the Eagle            | 远去的飞鹰                 | Wu Haiwen                   |                   |
| 2011 | Beauty World                  | 唐宫美人天下               | Ji Dapeng                   |                   |
| 2011 | Hidden Intention              | 被遗弃的秘密               | Zhou Tianqi                 | [ 36 ]            |
| 2012 | Mu Guiying Takes Command      | 穆桂英挂帅                 | Yang Zongbao                |                   |
| 2012 | Little Cabbage Unique Case    | 小白菜奇案                 | Lin Gongshu                 | [ 37 ]            |
| 2012 | Beauties of the Emperor       | 王的女人                   | Hai Tian                    |                   |
| 2012 | A Beauty in Troubled Times    | 乱世佳人                   | Chong Yang                  | [ 38 ]            |
| 2013 | Agent X                       | X女特工                    | He Junfeng                  |                   |
| 2013 | Weaning                       | 断奶                       | Wu Zhonglin                 | [ 39 ]            |
| 2013 | Love's Discussion             | 爱的相对论                 | Yuan Ye                     | [ 40 ]            |
| 2014 | Lend me Your Hands            | 错放你的手                 | Yuan Kun                    | [ 41 ]            |
| 2014 | Me and My Amazing Grandma     | 我和我的传奇奶奶           | Gou Wa                      | [ 42 ]            |
| 2014 | Good Wife 101                 | 幸福36计                   | Tong Xiaoqi                 | [ 43 ]            |
| 2014 | 10 Rides of Red Army          | 十送红军                   | Gao Fuxing                  | [ 44 ]            |
| 2014 | Cosmetology High              | 美人制造                   | Di Jiang                    | [ 45 ]            |
| 2015 | My Three Fathers              | 爸爸父亲爹                 | Ning Wuyuan                 | [ 46 ]            |
| 2015 | Diamond Lover                 | 克拉恋人                   | Lei Yiming                  |                   |
| 2015 | Robber                        | 枪侠                       | Tang Yumian                 | [ 47 ]            |
| 2015 | Narrow Road                   | 狭路                       | Ma Long                     | [ 48 ]            |
| 2016 | Six Doors                     | 六扇门                     | Sun Xin                     | Aparição especial |
| 2016 | The Princess Weiyoung         | 锦绣未央                   | Tuoba Jun                   |                   |
| 2018 | Love's Lies                   | 真爱的谎言之破冰者         | Jin Yuan                    |                   |
| 2018 | The Way We Were               | 归去来                     | Shu Che                     |                   |
| 2018 | My Story for You              | 为了你，我愿意热爱整个世界 | Zhang Changgong             |                   |
| 2019 | Behind The Scenes             | 幕后之王                   | Chun Yuqiao                 |                   |
| 2019 | The Gods                      | 封神                       | Yang Jian                   |                   |
| 2019 | Royal Nirvana                 | 鹤唳华亭                   | Xiao Dingquan               |                   |
| 2020 | I Will Find You a Better Home | 安家                       | Xu Wenchang                 |                   |
| 2021 | A Land So Rich in Beauty      | 江山如此多娇               | Pu Quansheng                | [ 50 ]            |
| 2021 | Ebola Fighters                | 埃博拉前线                 | Zheng Shupeng               | [ 51 ] [ 52 ]     |
| 2022 | The Story of Xing Fu          | 幸福到萬家                 | Guan Tao                    | [ 53 ]            |
| 2022 | Out of Court                  | 庭外                       | Qiao Shaoting               | [ 54 ]            |
| 2022 | Tianxia Changhe               | 天下长河                   | Kangxi Emperor              |                   |

## Discografia

### Singles
| Ano       | Título em inglês                | Título em Chinês | Álbum                                     | Notas            |
| --------- | ------------------------------- | ---------------- | ----------------------------------------- | ---------------- |
| 2011      | "This Season"                   | 这个冬季         | —                                         |                  |
| 2012      | "Using a Lifetime to Reminisce" | 用一生回憶       | A Beauty in Troubled Times OST            | Com Tiffany Tang |
| 2012      | "Love Won't Regret"             | 爱不后悔         | A Beauty in Troubled Times OST            |                  |
| 2013      | "Separation"                    | 离合             | Agent X OST                               |                  |
| 2014      | "Another Half"                  | 另一半           | Good Wife 101 OST                         |                  |
| 2015      | "If I Promise You"              | 如果我答应你     | Diamond Lover OST                         |                  |
| 2016 2018 | "Heavenly Gift" Confession      | 天賦             | The Princess Weiyoung OST Love's Lies OST | Com Tiffany Tang |

## Prêmios e indicações
| Ano  | Prêmio                                                       | Categoria                             | Trabalho indicado                | Resultado | Ref.   |
| ---- | ------------------------------------------------------------ | ------------------------------------- | -------------------------------- | --------- | ------ |
| 2011 | 2º China TV Drama Awards                                     | Prêmio de ídolo de atuação            | —                                | Venceu    | [ 55 ] |
| 2013 | 5º China TV Drama Awards                                     | Ator mais popular (China continental) | Agent X                          | Venceu    | [ 56 ] |
| 2014 | 5º China Student Television Festival                         | Ator mais popular                     | Ten Rides of Red Army            | Venceu    | [ 14 ] |
| 2016 | 8º Macau International Movie Festival                        | Melhor Ator Coadjuvante               | Xuan Zang                        | Indicado  |        |
| 2016 | 8º China TV Drama Awards                                     | Ator mais popular                     | The Princess Weiyoung            | Venceu    | [ 57 ] |
| 2017 | 2ª Cerimônia de Drama de Televisão de Qualidade da China     | Ator mais notado da mídia             | The Princess Weiyoung            | Venceu    | [ 58 ] |
| 2017 | 22º Huading Awards                                           | Melhor Ator (Drama Antigo)            | The Princess Weiyoung            | Indicado  |        |
| 2017 | 2º Weibo Movie Awards Ceremony                               | Ator mais esperado                    | —                                | Venceu    | [ 19 ] |
| 2018 | 24º Huading Awards                                           | Melhor Ator (Drama Moderno)           | The Way We Were                  | Indicado  | [ 59 ] |
| 2019 | 4º China Quality Television Drama Ceremony                   | Estrela Influenciadora do Ano         | —                                | Venceu    | [ 60 ] |
| 2019 | Golden Bud - The Third Network Film And Television Festival  | Ator de qualidade                     | —                                | Venceu    | [ 61 ] |
| 2019 | 6tº The Actors of China Award Ceremony                       | Melhor Ator (Categoria Safira)        | Behind The Scenes                | Indicado  | [ 62 ] |
| 2019 | Golden Bud - The Fourth Network Film And Television Festival | Melhor ator                           | Behind The Scenes, Royal Nirvana | Indicado  | [ 63 ] |
| 2020 | 7º The Actors of China Award Ceremony                        | Melhor ator (Safira)                  | —                                | Pendente  | [ 64 ] |